# Ducado de Gaeta
El ducado de Gaeta fue un temprano estado medieval centrado en la ciudad costera italiana de Gaeta. Su origen puede enmarcarse a principios del siglo IX como una comunidad local que comenzó a aumentar su autonomía con respecto a sus soberanos, los emperadores bizantinos conforme el Imperio bizantino perdía fuerza en el Mediterráneo occidental y en Italia debido a las incursiones lombardas y árabes. Acabó en el siglo XI bajo el protectorado de los príncipes de Capua y siguió su mismo destino incorporándose al reino normando de Sicilia a mediados del siglo XII.

## El ascenso de los Docibiles
El primer cónsul (hypatus) conocido de Gaeta, Constantino (839-866), que asoció en el consulado a su hijo Marino, era hijo de un tal Anatolio y se convirtió en un agente bizantino y vasallo del duque Andrés II de Nápoles. Constantino defendió la ciudad de los estragos de piratas musulmanes, que la sitiaron en el año 846, y la fortificó, construyendo también castillos periféricos. Fue expulsado del poder, probablemente de forma violenta, por Docibil I (867-906), que estableció la dinastía de su nombre sobre Gaeta y la hizo independiente de facto. 

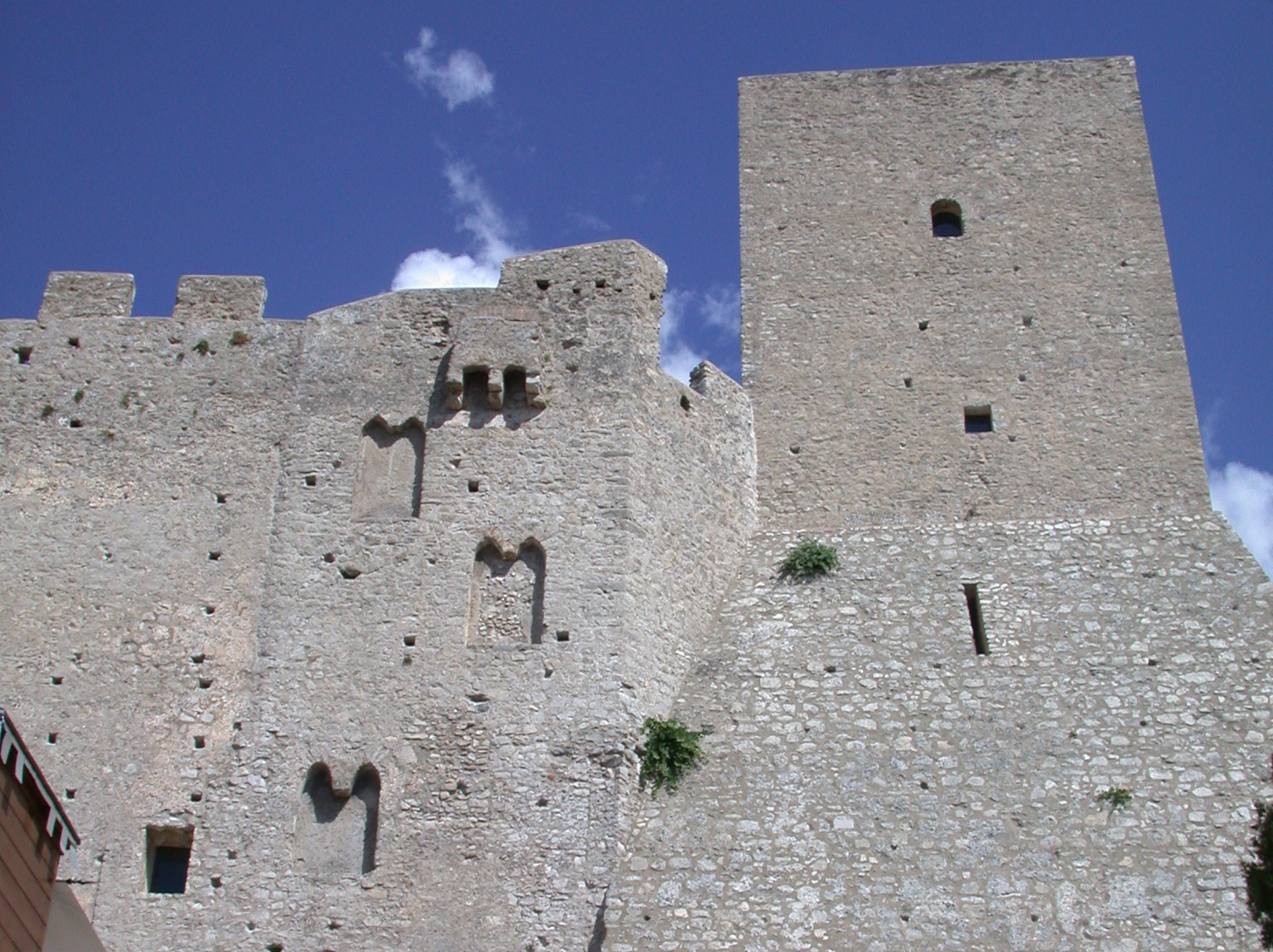
La torre cuadrada del castillo de Itri, cuya construcción está atribuida a Docibil I.

Los hypati y patricios de Gaeta se preocuparon por los intereses de su ciudad trabando alianzas con cualquier poder que fuera el más capaz de los que se sucedían en ese entonces. Unieron fuerzas con los sarracenos contra sus vecinos cristianos y con el papa León IV contra los piratas musulmanes en la batalla de Ostia (849). Los Docibiles construyeron un enorme palacio y aumentaron grandemente el prestigio y la riqueza de la ciudad. El papa Juan VIII transfirió a Gaeta los territorios papales (patrimonia papal) de Fondi y Traetto a cambio de que Docibil I rompiera su alianza con los sarracenos a finales de la década de 870. La cesión fue confirmada por el papa Juan X en el 915 al hijo y heredero de Docibil I, Juan I (890-937). Los gaetanos seguían estando nominalmente bajo la lealtad bizantina hasta mediados del siglo X, luchando bajo su bandera en la batalla del Garellano de 915. El principal éxito de los Docibiles descansa, sin embargo, en que consiguieron independizar a Gaeta del poder del Ducatus Neapolitanus y de los Estados Pontificios. 
Fue Docibil II (915-954) quien tomó primero, en 933, el título de dux o duque. Docibil II llevó a Gaeta a su cénit pero también comenzó el proceso por el que, principalmente, se fue debilitado: dio el señorío de Fondi a su segundo hijo Marino (que fue duque de Gaeta entre 978 y 984) con el título de duque y fijó un precedente para la división del ducado de Gaeta y su encastillamiento, que corroyó la autoridad ducal en plazo breve.

## Su declive
En 962, Gaeta se puso bajo la soberanía del príncipe de Capua y de Benevento, Pandulfo I Testa di Ferro. En 963, sin embargo, solo gobernantes de la dinastía de los Docibiles aparecían en los diplomas gaetanos. En 976, con el duque Gregorio de Gaeta (963-978), hijo de Docibil II, el emperador del Sacro Imperio Romano Germánico, Otón II el Sanguinario, y el papa Benedicto VII eran los “protectores” reconocidos de Gaeta. Una revolución completa había ocurrido desde la asunción del título ducal, para que el emperador de occidente hubiera sustituido al emperador de oriente como poder feudal que ejercía su protectorado sobre Gaeta. 
El ducado de Gaeta declinó en importancia entre finales del siglo X y principios del XI. En 1012, una crisis sucesoria lo debilitó aún más. Juan IV (991-1012) murió, dejando a un hijo de su esposa Siquelgaita, hermana del duque Sergio IV de Nápoles. El heredero, Juan V (1012-1032), gobernó bajo la disputada regencia de su abuela Emilia (1012-1027). Su tío León I usurpó el ducado durante unos pocos meses de 1012 y su otro tío y tutor, León II (1015-1024), estuvo combatiendo contra la regencia de Emilia. No fue hasta 1025 que la situación se estabilizó. Después de eso, Juan V acogió a su tío materno, Sergio IV, en su huida de Nápoles (capturada en 1027 por el príncipe de Capua Pandulfo IV el Lobo de los Abruzos) y le socorrió para volver a tomar su ducado y ciudad con ayuda normanda. Por esto, Juan V ganó la enemistad de Pandulfo IV de Capua y su ducado fue conquistado en 1032 por este príncipe de Capua. La dinastía local de los Docibiles, nunca recuperaría su ducado.

## Dominio lombardo
El ducado de Gaeta fue conquistado por los lombardos del principado de Capua en 1032. En 1038 su conquistador Pandulfo IV de Capua fue depuesto de sus principados y sustituido por Guaimario IV de Salerno. Guaimario que no gobernó durante mucho tiempo en Gaeta sino que designó como duque de Gaeta al conde de Aversa, el normando Ranulfo Drengot. Sin embargo, a la prematura muerte del heredero de Ranulfo, su sobrino Ascletín de Aversa (1045), los gaetanos eligieron a su propio candidato, el lombardo Atenulfo I (1045-1062), conde de Aquino. 
Bajo Atenulfo I y su hijo, Atenulfo II (1062-1064), Gaeta seguía siendo prácticamente independiente, pero el normando Ricardo I de Capua y su hijo Jordano la sojuzgaron en 1058 y en 1062, respectivamente. En 1064, los gobernantes lombardos fueron expulsados de Gaeta por los príncipes normandos de Capua y un normando, Guillermo de Montreuil, hijo adoptivo de Ricardo I, tomó el poder en su lugar y casó con la viuda del lombardo Atenulfo I y madre de Atenulfo II, María, hija de Pandulfo IV. El lugar de las mujeres (senatrices y ducissas, senadoras y duquesas) en el gobierno de Gaeta, como se ve, era significativo.

## Dominio normando
Los señores feudales de Gaeta, los príncipes normandos de Capua, designaron como duques titulares a personajes escogidos de entre varias familias locales preeminentes, italo-normandas sobre todo, hasta 1140, cuando el último duque de Gaeta, Ricardo III murió, dejando la ciudad al rey de Sicilia Rogelio II, a cual se le había prometido en 1135, como detentador del poder en el principado de Capua. 
De 1067 o 1068 a 1091, Gaeta fue regida por la familia normanda de los Ridell. Su poder se estableció en Gaeta, que fue gobernada por Geofredo Ridell desde su plaza fuerte de Pontecorvo. Pero el pueblo de Gaeta todavía no se había olvidado totalmente de su independencia pasada: a la muerte del príncipe de Capua Jordano I, Gaeta se rebeló contra sus gobernantes normandos e instalaron como su duque a uno de los suyos, Landulfo (1091-1101), quizá emparentado con los Docibiles. Gobernó con éxito gracias a que, por ese entonces, el príncipe normando de Capua, Ricardo II, fue exiliado de su capital, gobernada por el lombardo Lando IV. En 1101 o 1102, el italo-normando Guillermo II conquistó la ciudad y, a vez, fue expulsado por Ricardo II (1105-1112). Ricardo II fue el último duque independiente de facto cuando fue sustituido por una rama menor de los príncipes normandos de Capua de la Casa Drengot, los condes de Carinola. Los Drengot habían restablecido su poder en el principado de Capua a principios de siglo, con la ayuda de sus parientes y rivales en la conquista del poder en el sur de Italia, la Casa Altavilla, con la condición de poner Capua bajo protectorado del ducado de Apulia y Calabria, en manos del clan familiar de los Altavilla. 
Como Gaeta estaba bajo protectorado de Capua, en 1135 el último duque de Gaeta de la Casa Drengot, Ricardo III de Gaeta (1121-1140), fue forzado a someterse como vasallo del rey de Sicilia Rogelio II, y a su muerte, los gaetanos eligieron como su duque, como no podía ser menos, al hijo de Rogelio II de Sicilia y también duque de Apulia, Rogelio (1140-1148). A su muerte, sin herederos, el ducado de Gaeta desapareció incorporado en el Reino de Sicilia, aunque la ciudad mantuvo el privilegio de tener su propia ceca, emitiendo sus propias monedas hasta tan tarde como 1229.